# Campeonato Sul-Mato-Grossense de Futebol de 2024
O Campeonato Sul-Mato-Grossense de 2024 é a 46.ª edição desta competição futebolística organizada pela Federação de Futebol de Mato Grosso do Sul (FFMS).
O torneio começou em 21 de janeiro com os jogos da primeira rodada da fase regular, terminará em 21 de abril com o jogo de volta da decisão pelo título. Na fase classificatória, divididas em dois grupos, todos se enfrentam dentro do grupo, em turno e returno. Os quatro melhores de cada chave avançaram para as quartas de final, depois semifinal e final, com partidas de ida e volta. O pior time de cada grupo na primeira fase é rebaixado.
O campeão garantir uma vaga na Série D do Campeonato Brasileiro e junto do vice uma vaga na Copa do Brasil de 2025.

## Regulamento

### Sistema de disputa
O Campeonato Sul-Mato-Grossense de Futebol Profissional — Série A — Edição 2024, será constituído por dez clubes profissionais e terá início no dia 21 de janeiro de 2024 e terá seu final em 21 de abril de 2024. Será realizado em quatro fases distintas:
| Primeira fase — Fase classificatória |                                               |
| --- | --------------------------------------------- |
| Os dez clubes serão distribuídas em dois grupos com dois grupos com cinco equipes cada, assim constituídos: \| Grupo A \| Costa Rica Esporte Clube (Costa Rica) \| \| Grupo A \| Operário Futebol Clube (Campo Grande) \| \| Grupo A \| Associação Atlética Portuguesa (Campo Grande) \| \| Grupo A \| Nautico Futebol Clube (Campo Grande) \| \| Grupo A \| Coxim Atlético Clube (Coxim) \| \| Grupo B \| Dourados Atlético Clube (Dourados) \| \| Grupo B \| Aquidauanense Futebol Clube (Aquidauana) \| \| Grupo B \| Corumbaense Futebol Clube (Corumbá) \| \| Grupo B \| Novo Futebol Clube (Sidrolândia) \| \| Grupo B \| Ivinhema Futebol Clube (Ivinhema) \| As equipes do grupo jogarão dentro do próprio grupo, em jogos de ida e volta (turno e returno). Classificam-se para a segunda fase as equipes colocadas em 1º, 2º, 3º e 4º lugares de cada grupo. |                                               |
| Grupo A | Costa Rica Esporte Clube (Costa Rica)         |
| Grupo A | Operário Futebol Clube (Campo Grande)         |
| Grupo A | Associação Atlética Portuguesa (Campo Grande) |
| Grupo A | Nautico Futebol Clube (Campo Grande)          |
| Grupo A | Coxim Atlético Clube (Coxim)                  |
| Grupo B | Dourados Atlético Clube (Dourados)            |
| Grupo B | Aquidauanense Futebol Clube (Aquidauana)      |
| Grupo B | Corumbaense Futebol Clube (Corumbá)           |
| Grupo B | Novo Futebol Clube (Sidrolândia)              |
| Grupo B | Ivinhema Futebol Clube (Ivinhema)             |

| As oito equipes classificadas serão divididas em quatro grupos de duas equipes cada, assim constituídos: \| Grupo C \| Grupo D \| Grupo E \| Grupo F \| \| ------------------- \| ------------------- \| ------------------- \| ------------------- \| \| 1º lugar do Grupo A \| 2º lugar do Grupo B \| 1º lugar do Grupo B \| 2º lugar do Grupo A \| \| 4º lugar do Grupo B \| 3º lugar do Grupo A \| 4º lugar do Grupo A \| 3º lugar do Grupo B \| As equipes do grupo jogarão dentro do próprio grupo, em jogos de ida e volta (turno e returno). Classificam-se para a terceira fase as equipes colocados em 1º lugar nos grupos C, D, E e F. |                     |                     |                     |
| Grupo C | Grupo D             | Grupo E             | Grupo F             |
| 1º lugar do Grupo A | 2º lugar do Grupo B | 1º lugar do Grupo B | 2º lugar do Grupo A |
| 4º lugar do Grupo B | 3º lugar do Grupo A | 4º lugar do Grupo A | 3º lugar do Grupo B |

| Terceira fase — Semifinal |                     |
| --- | ------------------- |
| As quatro equipes classificadas serão divididas em dois grupos de duas equipes cada, assim constituídos: \| Grupo G \| Grupo H \| \| ------------------- \| ------------------- \| \| 1º lugar do Grupo C \| 1º lugar do Grupo D \| \| 1º lugar do Grupo E \| 1º lugar do Grupo F \| As equipes do grupo G e H jogarão dentro do próprio grupo, em jogos de ida e volta (turno e returno), classificando-se para a quarta fase a equipe classificada em 1º lugar nos grupos G e H. |                     |
| Grupo G | Grupo H             |
| 1º lugar do Grupo C | 1º lugar do Grupo D |
| 1º lugar do Grupo E | 1º lugar do Grupo F |

| Quarta fase — Final |                     |
| --- | ------------------- |
| As duas equipes classificadas serão divididas em grupo único de duas equipes, assim constituídos: \| Grupo I \| Grupo I \| \| ------------------- \| ------------------- \| \| 1º lugar do Grupo G \| 1º lugar do Grupo H \| As equipes do grupo I jogarão dentro do próprio grupo, em jogos de ida e volta (turno e returno). Será declarada campeão da Campeã Sul-Mato-Grossense de Futebol Profissional – Série A – Edição 2024 a equipe que obter o maior número de pontos conquistados nesta fase. |                     |
| Grupo I |                     |
| 1º lugar do Grupo G | 1º lugar do Grupo H |

### Pontuação e critérios de desempate
| Pontuação |
| --- |
| A competição será regida pelo sistema de pontos ganhos, observado-se os seguintes critérios: - três pontos por vitória; e - um ponto por empate. |
| Critérios de desempate |
| Ocorrendo igualdade em pontos ganhos entre duas ou mais equipes nas fases, aplicam-se sucessivamente os seguintes critérios de desempate: 1. maior número de vitórias; 2. maior saldo de gols; 3. maior número de gols pró; 4. confronto direto [exclusivo quando o empate ocorrer entre duas equipes]; 5. menor número de cartões vermelhos 6. menor número de cartões amarelos 7. sorteio. |

### Rebaixamento
As equipes colocadas em 5º lugar nos grupos A e B ao término da primeira fase (classificatória) da competição, sofrerão descenso para a Série B de 2025.

## Participantes

### Promovidos e rebaixados
| Pos. | Rebaixados da Série A de 2023 |
| ---- | ----------------------------- |
| 5º   | SERC                          |
| 9º   | Operário de Caarapó           |
| 10º  | Comercial-MS                  |

| Pos. | Promovido da Série B de 2023 |
| ---- | ---------------------------- |
| 1º   | Portuguesa-MS                |
| 2º   | Corumbaense                  |
| 3º   | Náutico-MS                   |

### Participantes
Ao todo, participam 10 equipes, divididas em dois grupos na primeira fase. O grupo A tem Costa Rica (Costa Rica), Operário (Campo Grande), Coxim (Coxim), Náutico (Campo Grande) e Portuguesa (Campo Grande). Já a chave B é composta por Dourados (Dourados), Aquidauanense (Aquidauana), Novo (Sidrolândia), Ivinhema (Ivinhema) e  Corumbaense  (Corumbá).
| Equipe        | Cidade       | Fundação               | Estádio        | Em 2023     | Títulos (último) |
| ------------- | ------------ | ---------------------- | -------------- | ----------- | ---------------- |
| Aquidauanense | Aquidauana   | 10 de dezembro de 2001 | Noroeste       | 7º colocado | (nenhum)         |
| Costa Rica    | Costa Rica   | 2 de dezembro de 2004  | Laertão        | campeão     | 2 (em 2023)      |
| Corumbaense   | Corumbá      | 1 de janeiro de 1914   | Arthur Marinho | 2° colocado | 2 (em 2017)      |
| Coxim         | Coxim        | 10 de janeiro de 2002  | André Borges   | 8º colocado | 1 (em 2006)      |
| Dourados      | Dourados     | 20 de dezembro de 2020 | Douradão       | 4º colocado | (nenhum)         |
| Ivinhema      | Ivinhema     | 1 de janeiro de 2006   | Saraivão       | 3º colocado | 1 (em 2008)      |
| Náutico       | Campo Grande | 2014                   | Jacques da Luz | 3º colocado | (nenhum)         |
| Novo          | Sidrolândia  | 11 de outubro de 2010  | Sotero Zarate  | 5° colocado | (nenhum)         |
| Portuguesa    | Campo Grande | 03 de janeiro de 2004  | Jacques da Luz | 1° colocado | (nenhum)         |
| Operário      | Campo Grande | 21 de agosto de 1938   | Jacques da Luz | 2° colocado | 12 (em 2022)     |

## Primeira fase

### Grupo A
| Pos | Equipe        | Pts | J | V | E | D | GP | GC | SG  | Classificação ou descenso        |  | OFC | COX | AAP | CTR | NFC |
| --- | ------------- | --- | - | - | - | - | -- | -- | --- | -------------------------------- |  | --- | --- | --- | --- | --- |
| 1   | Operário-MS   | 20  | 8 | 6 | 2 | 0 | 14 | 3  | +11 | Classificados à Fase Final       |  | —   | 2–0 | 1–0 | 1–0 | 2–0 |
| 2   | Coxim         | 12  | 8 | 3 | 3 | 2 | 12 | 10 | +2  | Classificados à Fase Final       |  | 2–2 | —   | 1–1 | 1–1 | 3–1 |
| 3   | Portuguesa-MS | 12  | 8 | 3 | 3 | 2 | 10 | 9  | +1  | Classificados à Fase Final       |  | 1–1 | 2–1 | —   | 0–0 | 2–0 |
| 4   | Costa Rica    | 11  | 8 | 3 | 2 | 3 | 8  | 7  | +1  | Classificados à Fase Final       |  | 0–3 | 0–1 | 2–0 | —   | 2–0 |
| 5   | Náutico-MS    | 0   | 8 | 0 | 0 | 8 | 6  | 21 | −15 | Rebaixado para a Série B de 2025 |  | 0–2 | 1–3 | 3–4 | 1–3 | —   |

### Grupo B
| Pos | Equipe        | Pts | J | V | E | D | GP | GC | SG | Classificação ou descenso        |  | DRD | AQU | CFC | IVI | NOVO |
| --- | ------------- | --- | - | - | - | - | -- | -- | -- | -------------------------------- |  | --- | --- | --- | --- | ---- |
| 1   | Dourados      | 17  | 8 | 5 | 2 | 1 | 10 | 4  | +6 | Classificados à Fase Final       |  | —   | 1–1 | 3–0 | 1–0 | 2–1  |
| 2   | Aquidauanense | 15  | 8 | 4 | 3 | 1 | 13 | 8  | +5 | Classificados à Fase Final       |  | 1–0 | —   | 3–2 | 2–0 | 2–0  |
| 3   | Corumbaense   | 9   | 8 | 2 | 3 | 3 | 12 | 13 | −1 | Classificados à Fase Final       |  | 0–1 | 1–1 | —   | 4–1 | 2–1  |
| 4   | Ivinhema      | 7   | 8 | 2 | 1 | 5 | 12 | 15 | −3 | Classificados à Fase Final       |  | 1–2 | 3–2 | 2–2 | —   | 3–0  |
| 5   | Novo          | 6   | 8 | 1 | 3 | 4 | 7  | 13 | −6 | Rebaixado para a Série B de 2025 |  | 0–0 | 1–1 | 1–1 | 3–2 | —    |

## Fase Final
|  | Quartas de final  | Quartas de final | Quartas de final | Quartas de final |   |             | Semifinais               | Semifinais               | Semifinais               | Semifinais               |  |             | Final            | Final            | Final            | Final            |  |  |
|  | 16 a 24 de março  | 16 a 24 de março | 16 a 24 de março | 16 a 24 de março |   |             | 30 de março a 7 de abril | 30 de março a 7 de abril | 30 de março a 7 de abril | 30 de março a 7 de abril |  |             | 14 e 21 de abril | 14 e 21 de abril | 14 e 21 de abril | 14 e 21 de abril |  |  |
|  |                   |                  |                  |                  |   |             |                          |                          |                          |                          |  |             |                  |                  |                  |                  |  |  |
|  | Operário-MS (pen) | 1                | 0                | 1 (5)            |   |             |                          |                          |                          |                          |  |             |                  |                  |                  |                  |  |  |
|  | Ivinhema          | 0                | 1                | 1 (4)            |   |             |                          |                          |                          |                          |  |             |                  |                  |                  |                  |  |  |
|  | Ivinhema          | 0                | 1                | 1 (4)            |   | Operário-MS | 3                        | 0                        | 3                        |                          |  |             |                  |                  |                  |                  |  |  |
|  |                   |                  |                  |                  |   | Operário-MS | 3                        | 0                        | 3                        |                          |  |             |                  |                  |                  |                  |  |  |
|  |                   | Portuguesa-MS    | 2                | 0                | 2 |             |                          |                          |                          |                          |  |             |                  |                  |                  |                  |  |  |
|  | Aquidauanense     | Portuguesa-MS    | 2                | 0                | 2 | 2           | 0                        | 2                        |                          |                          |  |             |                  |                  |                  |                  |  |  |
|  | Aquidauanense     |                  |                  |                  |   | 2           | 0                        | 2                        |                          |                          |  |             |                  |                  |                  |                  |  |  |
|  | Portuguesa-MS     | 2                | 1                | 3                |   |             |                          |                          |                          |                          |  |             |                  |                  |                  |                  |  |  |
|  | Portuguesa-MS     | 2                | 1                | 3                |   |             |                          |                          |                          |                          |  | Operário-MS | 0                | 3                | 3                |                  |  |  |
|  |                   |                  |                  |                  |   |             |                          |                          |                          |                          |  | Operário-MS | 0                | 3                | 3                |                  |  |  |
|  |                   | Dourados         | 1                | 1                | 2 |             |                          |                          |                          |                          |  |             |                  |                  |                  |                  |  |  |
|  | Dourados (pen)    | Dourados         | 1                | 1                | 2 | 0           | 1                        | 1 (4)                    |                          |                          |  |             |                  |                  |                  |                  |  |  |
|  | Dourados (pen)    |                  |                  |                  |   | 0           | 1                        | 1 (4)                    |                          |                          |  |             |                  |                  |                  |                  |  |  |
|  | Costa Rica        | 0                | 1                | 1 (2)            |   |             |                          |                          |                          |                          |  |             |                  |                  |                  |                  |  |  |
|  | Costa Rica        | 0                | 1                | 1 (2)            |   | Dourados    | 0                        | 2                        | 2                        |                          |  |             |                  |                  |                  |                  |  |  |
|  |                   |                  |                  |                  |   | Dourados    | 0                        | 2                        | 2                        |                          |  |             |                  |                  |                  |                  |  |  |
|  |                   | Corumbaense      | 0                | 0                | 0 |             |                          |                          |                          |                          |  |             |                  |                  |                  |                  |  |  |
|  | Coxim             | Corumbaense      | 0                | 0                | 0 | 2           | 1                        | 3                        |                          |                          |  |             |                  |                  |                  |                  |  |  |
|  | Coxim             |                  |                  |                  |   | 2           | 1                        | 3                        |                          |                          |  |             |                  |                  |                  |                  |  |  |
|  | Corumbaense       | 4                | 2                | 6                |   |             |                          |                          |                          |                          |  |             |                  |                  |                  |                  |  |  |

## Público
Maiores Públicos Pagantes
Estes são os dez maiores públicos pagantes do campeonato, sem considerar as partidas com portões fechados.
| N.º | Público | Mandante      | Placar | Visitante     | Estádio        | Data            | Rodada    | Ref.   |
| --- | ------- | ------------- | ------ | ------------- | -------------- | --------------- | --------- | ------ |
| 1   | 2 897   | Dourados      | 1–0    | Operário-MS   | Douradão       | 14 de abril     | Final     | [ 4 ]  |
| 2   | 2 531   | Operário-MS   | 3–1    | Dourados      | Jacques da Luz | 21 de abril     | Final     | [ 5 ]  |
| 3   | 1 200   | Corumbaense   | 0–0    | Dourados      | Arthur Marinho | 30 de março     | Semifinal | [ 6 ]  |
| 4   | 1 182   | Dourados      | 2–0    | Corumbaense   | Douradão       | 7 de abril      | Semifinal | [ 7 ]  |
| 5   | 864     | Dourados      | 1–1    | Costa Rica    | Douradão       | 24 de março     | Quartas   | [ 8 ]  |
| 6   | 748     | Operário-MS   | 0–0    | Portuguesa-MS | Jacques da Luz | 7 de abril      | Semifinal | [ 9 ]  |
| 7   | 710     | Aquidauanense | 0–1    | Portuguesa-MS | Noroeste       | 23 de março     | Quartas   | [ 10 ] |
| 8   | 685     | Corumbaense   | 4–1    | Ivinhema      | Arthur Marinho | 24 de fevereiro | 8ª        | [ 11 ] |
| 9   | 622     | Corumbaense   | 2–1    | Novo          | Arthur Marinho | 24 de janeiro   | 2ª        | [ 12 ] |
| 10  | 602     | Operário-MS   | 0–1    | Ivinhema      | Jacques da Luz | 24 de março     | Quartas   | [ 13 ] |

Menores Públicos Pagantes
Estes são os dez menores públicos pagantes do campeonato, sem considerar as partidas com portões fechados.
| N.º | Público | Mandante      | Placar | Visitante     | Estádio        | Data            | Rodada  | Ref.   |
| --- | ------- | ------------- | ------ | ------------- | -------------- | --------------- | ------- | ------ |
| 1   | 10      | Portuguesa-MS | 0–0    | Costa Rica    | Sotero Zarate  | 24 de fevereiro | 8ª      | [ 14 ] |
| 2   | 17      | Portuguesa-MS | 2–1    | Coxim         | Sotero Zarate  | 18 de fevereiro | 6ª      | [ 15 ] |
| 3   | 30      | Novo          | 1–1    | Corumbaense   | Sotero Zarate  | 21 de fevereiro | 7ª      | [ 16 ] |
| 4   | 36      | Novo          | 3–2    | Ivinhema      | Sotero Zarate  | 17 de fevereiro | 6ª      | [ 17 ] |
| 4   | 36      | Náutico-MS    | 1–3    | Coxim         | Jacques da Luz | 3 de março      | 9ª      | [ 18 ] |
| 6   | 39      | Novo          | 1–1    | Aquidauanense | Sotero Zarate  | 28 de janeiro   | 3ª      | [ 19 ] |
| 7   | 40      | Operário-MS   | 2–0    | Náutico-MS    | Sotero Zarate  | 14 de fevereiro | 8ª      | [ 20 ] |
| 8   | 42      | Náutico-MS    | 3–4    | Portuguesa-MS | Jacques da Luz | 29 de fevereiro | 7ª      | [ 21 ] |
| 9   | 84      | Portuguesa-MS | 2–2    | Aquidauanense | Sotero Zarate  | 17 de março     | Quartas | [ 22 ] |
| 10  | 120     | Coxim         | 1–1    | Portuguesa-MS | André Borges   | 21 de janeiro   | 1ª      | [ 23 ] |

Médias de público
Estas são as médias de público dos clubes no campeonato. Considera-se apenas os jogos da equipe como mandante e o público pagante:
| Pos.  | Time          | Média | Total  | Mandos | Maior | Menor |
| ----- | ------------- | ----- | ------ | ------ | ----- | ----- |
| 1     | Dourados      | 893   | 6 250  | 7      | 2 897 | 205   |
| 2     | Operário-MS   | 746   | 5 223  | 7      | 2 531 | 40    |
| 3     | Corumbaense   | 626   | 3 753  | 6      | 1 200 | 200   |
| 4     | Aquidauanense | 498   | 2 491  | 5      | 710   | 403   |
| 5     | Costa Rica    | 416   | 2 080  | 5      | 512   | 350   |
| 6     | Ivinhema      | 271   | 1 357  | 5      | 402   | 154   |
| 7     | Coxim         | 198   | 988    | 5      | 283   | 120   |
| 8     | Náutico-MS    | 152   | 609    | 4      | 392   | 36    |
| 9     | Portuguesa-MS | 108   | 649    | 6      | 241   | 10    |
| 10    | Novo          | 86    | 345    | 4      | 240   | 30    |
| Total | Total         | 440   | 23 745 | 54     | 2 897 | 10    |

## Premiação
| Série A de 2024 Campeonato Sul-Mato-Grossense de Futebol |
| -------------------------------------------------------- |
| Operário-MS Campeão (13º título)                         |